# 대전동산초등학교
대전동산초등학교는 대한민국 대전광역시 대덕구 오정동에 있는 공립 초등학교이다.

## 학교 연혁
- 1964년 3월 10일 대전오정국민학교 개교
- 1971년 3월 1일  화정국민학교 분리
- 1973년 3월 1일 대전동산국민학교로 개명
- 1980년 10월 2일 용전국민학교 분리
- 1996년 3월 1일 대전동산초등학교로 개칭
- 2000년 11월 2일 본관 개축 공사 준공
- 2004년 4월 6일 병설유치원 개원 2학급
- 2015년 2월 13일 제50회 졸업식(총 졸업생 11,170명)
- 2015년 3월 1일 2015학년도 25학급 편성(특수학급포함)

## 참고 자료
- 대전동산초등학교 - 한국교육학술정보원 학교알리미